# Carlos Stornelli
Carlos Ernesto Stornelli (Buenos Aires, 1 de febrero de 1960) es un abogado y funcionario público del Ministerio Público Fiscal de Argentina. Se desempeña desde 1993 como fiscal federal a cargo de la Fiscalía Federal N°4, ubicada en Comodoro Py 2002.

## Biografía

### Comienzos
Stornelli nació el 1 de febrero de 1960 en el barrio porteño de Flores. Es hijo del teniente coronel Atilio Stornelli, quien encabezó la intervención de la ex Radio Belgrano durante la última dictadura cívico-militar.[cita requerida] Su primera esposa fue Claudia Reston, hija de Llamil Reston.
Carlos Stornelli se graduó de abogado en la Universidad de Buenos Aires.

### Fiscal Federal
Tras haber formado parte de diversos Juzgados de menores en materia penal, Carlos Stornelli, con acuerdo del Senado fue nombrado fiscal a cargo de la Fiscalía Nacional en lo Criminal y Correccional Federal N°4 de Comodoro Py en 1993.
En los 90 saltó a los primeros planos como fiscal de la causa por tráfico de armas a Ecuador y Croacia, que derivó en la solicitud el arresto domiciliario de Carlos Menem en 2001.
Formó parte de la Comisión Directiva del Club Boca Juniors junto a otros funcionarios de la justicia federal y conformó la comisión de seguridad dentro del club creada por Mauricio Macri en 2007.
En los años 2000 llevó adelante causas contra funcionarios del gobierno de Néstor Kirchner, como la causa Skanska y el caso del Gasoducto Patagónico.

### Ministro de seguridad bonaerense (2007-2010)
En diciembre de 2007 solicitó licencia frente a la Fiscalía Federal N°4. para asumir como Ministro de Seguridad de la provincia de Buenos Aires ante el pedido del entonces gobernador Daniel Scioli. Su gestión se caracterizó por revertir las reformas iniciadas por su antecesor en el cargo León Arslanián, quien había descentralizado la policía y eliminado las figuras de Jefe y Subjefe de la misma.
En enero de 2009 se produjo la desaparición de Luciano Arruga luego de haber sido detenido por la policía bonaerense. Su cuerpo apareció en octubre de 2014 enterrado como NN en el Cementerio de la Chacarita. Los familiares de Arruga denunciaron que fueron maltratados durante la reunión que mantuvieron con Stornelli.
En noviembre de 2009 se produce la desaparición de una familia argentina que viajaba en auto desde José Mármol rumbo a Pergamino, conocido en los medios como el Caso Pomar. Pasaron 24 días hasta que se encontró el automóvil y los restos de la familia a cincuenta metros de la ruta, donde habían fallecido en un accidente el mismo día de su partida. La intervención de Carlos Stornelli como Ministro de Seguridad recibió múltiples críticas. Ese mismo mes se realizaron protestas en la provincia de Buenos Aires luego de una serie de violentos asaltos.
En mayo de 2010 el entonces gobernador bonaerense Daniel Scioli le pidió la renuncia.

### Regreso a la Fiscalía Federal
En octubre de 2014, una banda de colombianos quiso asaltar al fiscal Stornelli mientras se traslada en su vehículo. La custodia del funcionario se enfrentó en un tiroteo con los ladrones y algunos de ellos fueron detenidos.
Tras su regreso a la Fiscalía Federal N° 4 llevó adelante las más importantes investigaciones judiciales contra la expresidenta Cristina Fernández de Kirchner, su familia y funcionarios. Entre estas se encuentran la Causa Hotesur (2014) y la Causa de los cuadernos (2018). Como derivación de este última causa surge el escándalo D'Alessio, donde se acusa a Stornelli de participar de una asociación ilícita con el fin de extorsionar a empresarios para que no fueran incluidos en las investigaciones. Por este motivo fue imputado por la presunta comisión de ocho hechos delictivos por el juez Alejo Ramos Padilla y declarado en rebeldía al no presentarse a declarar en seis oportunidades.

## Causas de relevancia

### Tráfico de armas a Ecuador y Croacia
Entre 1991 y 1995 se produjo una serie de ventas ilegales de armamentos fabricados en la Fábrica Militar de Río Tercero a Croacia, Bosnia-Herzegovina y Ecuador. La investigación judicial se inició por una denuncia del abogado Ricardo Monner Sans y los hechos fueron investigados por el fiscal Carlos Stornelli, en tres causas llevadas adelante por los jueces Jorge Urso, Julio Speroni, y Marcelo Aguinsky.
En diciembre de 2001 Carlos Stornelli fue apartado de la causa. Carlos Menem terminó siendo absuelto en el juicio oral llevado adelante por el Tribunal Oral en lo Penal Económico N°3 y la Cámara Federal de Casación Penal cerró recientemente la investigación respecto del expresidente con fecha 4 de octubre de 2018.
De acuerdo con el Tribunal Oral Federal de Córdoba N.º 2 los faltantes de armas generados por el contrabando ilegal fueron encubiertos por el gobierno de ese momento mediante la explosión de la Fábrica Militar de Río Tercero. En 2006, Stornelli apeló el fallo del juez Diego Estévez que sobreseía a los seis militares imputados por la explosión.

### Caso Skanska
En 2005 se denunció que la empresa sueca Skanska habría pagado sobornos a funcionarios públicos argentinos para ganar la licitación para la construcción de dos gasoductos en el país. Stornelli actuó como fiscal de la causa hasta que asumió como Ministro de Seguridad en 2007.
En 2011 un fallo unánime de la Sala I de la Cámara Federal sobreseyó a los funcionarios implicados por "inexistencia de delito". En 2016 la Sala IV de la Cámara Nacional de Casación resolvió que la grabación secuestrada era admisible como prueba. Consecuentemente, el juez Sebastián Casanello citó para declaración indagatoria a 29 personas que incluyen exdirectivos de Skanska, contadores, funcionarios y otros empresarios. En octubre de 2017, Casanello procesó a los exfuncionarios Julio De Vido, José López y al exgerente de Fideicomisos del Banco Nación, Néstor Ulloa. En septiembre de 2019, Stornelli pidió que la causa sea elevada a juicio oral.

### Causa Hotesur
La Causa Hotesur es el nombre con el que se conoce a la investigación judicial sobre la supuesta operatoria de integrantes de la familia Kirchner de alquilar las habitaciones de sus hoteles a empresarios que no las ocupaban sino que actuaba a modo de lavado de dinero de sobornos. Stornelli es el fiscal a cargo de la causa.

### Causa de los cuadernos
La causa de los cuadernos hace referencia a ocho cuadernos con anotaciones que supuestamente pertenecen a Oscar Centeno, el exchofer de un funcionario público, donde se detallan presuntos pagos de sobornos. Carlos Stornelli es el fiscal encargado de llevar adelante la investigación. En el marco de dicha investigación se procesó y encarceló preventivamente a decenas de empresarios y exfuncionarios nacionales y provinciales.
Actualmente existen múltiples críticas realizadas sobre la investigación llevada a cabo tanto por Carlos Stornelli como por el Juez Federal a cargo del Juzgado Federal N°11, Claudio Bonadio.

#### Escándalo D'Alessio
El escándalo D'Alessio hace referencia a un escándalo político y la causa judicial que investiga el accionar de una supuesta organización criminal paraestatal que realizaba actividades delictivas de diversa índole vinculadas al espionaje ilegal en los ámbitos judicial, político, empresarial y periodístico.1 El caso se origina en una denuncia del productor agropecuario Pedro Etchebest en el Juzgado de Dolores contra Marcelo D'Alessio y el fiscal Carlos Stornelli, por una extorsión para no involucrarlo en la Causa de los cuadernos. Esta supuesta organización denunciada por Etchebest, actuaría –y podría seguir actuando- bajo el control de agentes o exagentes de inteligencia -orgánicos e inorgánicos- ligados con agencias de inteligencia nacionales o internacionales.
Carlos Stornelli fue imputado en el marco de esta investigación. Se negó a asistir a prestar declaración indagatoria, por lo que fue declarado rebelde, por primera vez, con fecha 27 de marzo de 2019 en la causa N°88/2019 ante el Juzgado Federal de Dolores. Posteriormente fue declarado en rebeldía en otras cinco oportunidades.
En mayo de 2019 se dio a conocer una serie de escuchas llamadas «Operativo Puf», obtenidas nueve días antes de iniciarse la causa de Etchevest. Las escuchas fueron obtenidas ilegalmente, en el penal de Ezeiza, en el marco de un expediente en el cual ninguno de los "escuchados" se encontraba siquiera imputado. En los audios conversaban Roberto Baratta y su abogado Juan Pablo Alonso, y Eduardo Valdés, diputado del Parlasur. Esta supuesta organización criminal habría realizado -según los denunciantes anónimos- actividades conspirativas contra el fiscal desde la cárcel. En septiembre de 2020, la causa fue cerrada por orden del juez Marcelo Martínez de Giorgi, quien determinó que no hubo complot alguno en las acusaciones contra D'Alessio y su banda, que la causa de las fotocopias no se había visto alterada, y por lo tanto el supuesto Operativo Puf no configuró ningún delito.

### Causa por los detenidos en la manifestación contra la Ley Bases
El 12 de junio de 2024, durante la votación de la "Ley Bases", hubo incidentes en la Plaza del Congreso, durante los que hubo 33 detenidos. Stornelli pidió que las causas contra los mismos pasaran de la justicia porteña a su fuero. Luego, acusó a todos los detenidos de delitos graves: intimidación pública, incitación a la violencia colectiva en contra de las instituciones, organización o pertenencia a agrupaciones que tengan por objeto imponer sus ideas o combatir las ajenas por la fuerza y el temor, delitos contra los poderes públicos y el orden constitucional, entre otros. Como justificación aportó notas de Clarín y La Nación y un tuit oficial en el que se afirmaba que los incidentes constituían un intento de golpe de Estado. Pidió la prisión preventiva de los acusados basándose en la magnitud del delito. Recibió numerosas críticas por esto, ya que las imágenes disponibles mostraban que la gran mayoría de las detenciones había sido "al voleo", incluyendo vendedores ambulantes.
De los treinta y tres detenidos, diecisiete fueron liberados el 14 de junio (lo que fue apelado sin éxito por el fiscal) y otros once el 18 de junio.